# Hymenostomum francii
Hymenostomum francii là một loài Rêu trong họ Pottiaceae. Loài này được Thér. mô tả khoa học đầu tiên năm 1909.